# يد إلهية (فلم)
يدٌ الهية (بالإنجليزية: Divine Intervention) فيلم كوميدي فلسطيني مشبع بالإشارات والرموز. وهو من إخراج الفنان الفلسطيني إيليا سليمان، وإنتاج مشترك (فرنسي، فلسطيني، مغربي، ألماني) عام2001، مدته ساعة واثنتان وثلاثون دقيقة. وقد حصل الفيلم علي جائزتين، جائزة لجنة التحكيم في مهرجان كان السينمائي 2002 وجائزة (سكرين) العالمية في مهرجان السينما الأوروبية لفيلم غير أوروبي.

## القصة
الفيلم سجلّ حب وألم.. قصة حب بين فتي فلسطيني من سكان الأرض الفلسطينية 1948 (ايليا سليمان) وفتاة فلسطينية من سكان الضفة (منال خضر) يلتقيان في سيارة فارهة علي حاجز إسرائيلي (نقطة تفتيش)، ويراقبان الوجع المتناثر والمعاناة علي حواجز الاحتلال الإسرائيلية.
يبدأ الفيلم بلقطات متسارعة لاهثة لبابا نويل فلسطيني (جورج إبراهيم) مطعوناً في صدره في الناصرة الحزينة.. ويصعد بابا نويل ك(سيزيف) حاملا صندوق هدايا تتناثر خلفه الي قمة جبل، نشاهد الناصرة في فيلم ايليا سليمان.. ناصرة المسيح حزينة ومعذبة وباهتة وتعاني من رتابة وكأنها تحتضر مثل سكانها الذين قتلهم الانتظار وعبث الأقدار. هذه رؤية فنية للناصرة ولكنها ليست واقعية. لقد كان هدوء وصمت ايليا سليمان (الممثل /المخرج) في الفيلم موحياً ومعبراً، فالمشاهد كان يحتقن مع كل مشهد يطل فيه وجه الممثل ايليا الحزين والدامع عن قرب. وعندما يبكي الشاب ايليا وهو يقشر البصل تختلط دموعه ببكاء قلبه علي حبيبته ووطنه الممزق والمعذب في حضن الانتظار.
المخرج الفلسطيني (مثل المخرج الأمريكي وودي آلن) يدخل في البنية الدرامية للفيلم. ويتحول الفيلم بذلك الي فيلم عائلي بيوغرافي في قالب روائي. يتابع فيه المخرج حكاية والده الذي مات بجلطة بسبب الظروف المحيطة به وقد جرده الاحتلال من سيارته ومنزله وآلات محددته لأنه مقصر في دفع الضرائب أو دفع أقساط مالية. يموت الوالد من الحسرة.
الفيلم هو حكاية علاقة الفتي الفلسطيني (ايليا) مع الفتاة الفلسطينية (منال) علي الحاجز الإسرائيلي (حاجز الرام). كيف يلتقيان وتتشابك أيديهما في علاقة حسية حميمية..تتناقض هذه المشاهد الودية بين الحبيبين مع وقائع البغض التي تحدث علي الحاجز. يشاهد الحبيبان مشاهد إذلال وعنف للركاب الفلسطينيين الذين يرغبون بزيارة القدس. فيطيّر الفتي العاشق من نافذة سطح سيارته بالوناً عليه صورة ياسر عرفات أقلق الجنود علي الحاجز، لكن عرفات (علي البالون) استطاع الافلات من حاجز المحتل وطلقات الجنود، وهكذا يزور عرفات المرسوم علي البالون الأحمر القدس بكنائسها ومساجدها ويستقر علي قبة مسجد الحرم القدسي.

## لقطات تفوّق فيها الفيلم وتستحق الاهتمام
ـ لقطة يأكل فيها ايليا حبة مشمش، وعندما يلقي بالبذرة من نافذة سيارته تتفجر دبابة. هذا المشهد جاء مبكراً في الفيلم دون مقدمات موضوعية تجعل من الشاب الصامت ايليا يفجر دبابة فلم يبرر لنا المخرج ذلك ضمن سياق واضح وكان بإمكانه أن يؤخر حدوثه.
ـ عندما تتحول الفتاة (منال) إلى مقنـّع مكافح خارق يحطم أسطورة مجموعة من الجنود الإسرائيليين، تصبح الحبيبة فدائية من الخوارق تقتل من المحتلين العديد من الأفراد وتدمر طائرة عمودية.. وتتحول كافة الطلقات التي تنهال عليها كالمطر إلى هالة مقدسة تحوم حولها كطوق (هالة) من الشوك حول رأس مسيح مصلوب. التحول الذي حدث لدي الفتاة له مبرراته الموضوعية فهي شاهدت عن قرب المهانة التي يعانيها المواطنون الفلسطينيون علي الحواجز. ويمكن أن نقول أيضاً ان التحول الأسطوري الخارق للفتاة الذي يجسد العلم الفلسطيني علي الأرض شبيه بزيارة الرئيس عرفات للقدس علي بالون أحمر.
ـ المشهد الذي يجلس فيه الممثل /المخرج مع أمه في المطبخ وعلي النار طنجرة ضغط تنفس الهواء. مشهد رمزي دال علي الاحتقان لدي الشعب الفلسطيني، ولكنها لم تصل الي درجة التصفير، وانتهي الفيلم علي هذا المشهد الذي كان بإمكانه أن يصل الي قرع جرس الطنجرة كما هو طلب قرع الخزان عند غسان كنفاني في رجال في الشمس.
ـ التحولات علي حياة ايليا بعد غياب صديقته.. كيف أصبحت الأغنية أداة من أدوات الكفاح والتعبير عن الرغبة في المواجهة مع الإسرائيلي.. كانت أغنية بالإنكليزية وكأنها دعوة للحوار بلغة ثالثة بريطانية غير عربية أو عبرية.. انه تحول هائل بعد أن دمّرت بذرة في المشمش دبابة احتلالية.
ـ اختيار المخرج لحكايات صغيرة تشكل بمجموعها بعضاً من ملامح الشعب الفلسطيني في الأراضي الفلسطينية المحتلة عام 1948 وقد أصبحت حياتهم باهته حزينة محتضرة عابثة وسخيفة منفلتة من عقالها في البذاءة والسفالة والصراع البائس علي هامش مغتصب.. هذه المشاهد بمجموعها صوّرت الفلسطيني نمطياً سلبياً وسخاً، بذيئا، تافهاً، منشغلا بسيارته ورفاهيته، طائشاً، عميلاً ساقطاً، ضجراً، صامتاً، مطواعاً، كسولاً بطنه إلى الأعلى.
الفيلم يد إلهية حمل هذا العنوان بشكل موفق وكأنه دعوة صريحة لـ تدخل رباني لـ يد الهية عليا حماية للوطن الفلسطيني من عبث المحتلين العابثين وحماية لحياة المواطنين ومصيرهم وصوناً لمشاعرهم وكرامتهم. الفيلم يطلب النجدة من السماء.
بقي أن نقول أخيراً، أن الفيلم مشبع برموز وإشارات عميقة تمجّد البطولة الخارقة: في طلب النجدة الربانية من خلال عنوان الفيلم، وفي بذرة المشمش التي تفجر الدبابة، وفي الفتاة الخارقة والمقنعة التي تصنع المعجزات كما في فيلم القناع.

## روابط خارجية
- يد إلهية على موقع IMDb (الإنجليزية)
- يد إلهية على موقع ميتاكريتيك (الإنجليزية)
- يد إلهية على موقع روتن توميتوز (الإنجليزية)
- يد إلهية على موقع نتفليكس (الإنجليزية)
- يد إلهية على موقع قاعدة بيانات الأفلام العربية
- يد إلهية على موقع ألو سيني (الفرنسية)
- يد إلهية على موقع Turner Classic Movies (الإنجليزية)
- يد إلهية على موقع أول موفي (الإنجليزية)
- يد إلهية على موقع بوكس أوفيس موجو (الإنجليزية)
- يد إلهية على موقع فيلمافينيتي (الإسبانية)

http://www.imdb.com/title/tt0274428
http://cinemaniacs.yoo7.com/montada-f11/topic-t48.htm